# Polydesmus tatranus
Polydesmus tatranus är en mångfotingart som beskrevs av Robert Latzel 1882. Polydesmus tatranus ingår i släktet Polydesmus och familjen plattdubbelfotingar. Utöver nominatformen finns också underarten P. t. rodnaensis.